# Sybase IQ
SAP IQ (anciennement connu sous le nom de SAP Sybase IQ ou Sybase IQ ; IQ pour Intelligent Query) est un système logiciel de base de données relationnelle basé sur des colonnes, à l'échelle du pétaoctet, utilisé pour l'informatique décisionnelle, l'entreposage de données et les magasins de données. Produit par Sybase Inc., désormais une société SAP, sa fonction principale est d'analyser de grandes quantités de données dans un environnement à faible coût et hautement disponible. SAP IQ est souvent crédité d'avoir été le pionnier de la commercialisation de la technique de magasin de colonnes.
À la base de SAP IQ se trouve une technique de stockage en colonne qui permet une compression rapide et une analyse ad hoc. SAP IQ a une approche d'interface ouverte vis-à-vis de son écosystème. SAP IQ est également intégré au portefeuille de produits d'informatique décisionnelle de SAP pour former une pile logicielle d'analyse commerciale de bout en bout, et fait partie intégrante de l'architecture de Data Fabric In-Memory et de la plate-forme de gestion des données de SAP.

## Histoire
Au début des années 1990, Expressway Technologies, Inc., basée à Waltham, dans le Massachusetts, développe Expressway 103, un moteur basé sur des colonnes optimisé pour l'analyse, qui deviendra finalement Sybase IQ. Sybase acquiert Expressway et réintroduit le produit en 1995 sous le nom d'IQ Accelerator, puis le renomme peu de temps après en Sybase IQ, lui donnant le numéro de version 11.0.
En proposant le produit IQ dans le cadre d'un ensemble de techniques associées que l'on trouve souvent dans les centres de données (y compris Sybase Adaptive Server Enterprise, Replication Server, PowerDesigner PowerDesigner et SQL Anywhere), Sybase devient l'une des premières entreprises grand public à reconnaître le besoin de produits spécialisés pour le marché des entrepôts de données.
Avec la version 12.0, Sybase a remplacé l'interface de requête faiblement couplée d'Adaptive Server Enterprise par un couplage étroit avec SQL Anywhere. La version 16 apporte un magasin de colonnes repensé pour une échelle de pétaoctets extrême, des volumes de données et une compression de données plus extrême.
En 2014, SAP HANA, en collaboration avec ses partenaires BMMsoft, HP, Intel, NetApp et Red Hat, a annoncé le plus grand entrepôt de données au monde. Une équipe d'ingénieurs de SAP, BMMsoft, HP, Intel, NetApp et Red Hat a construit l'entrepôt de données à l'aide de SAP HANA et SAP IQ 16, avec BMMsoft Federated EDMT fonctionnant sur des serveurs HP DL580 utilisant des processeurs Intel Xeon E7-4870 sous Red Hat Enterprise Linux 6 et stockage NetApp FAS6290 et E5460. Le développement et les tests de l'entrepôt de données de 12,1 Po ont été menés par le laboratoire SAP/Intel Petascale à Santa Clara, en Californie, et audités par InfoSizing, un auditeur indépendant certifié par le Transaction Processing Council.

## Structure de données en mémoire
La nouvelle approche de SAP rationalise et simplifie l'entreposage de données dans une structure de données en mémoire.
Dans ce scénario, les données SAP Enterprise Resource Planning (ERP) sont transmises à SAP HANA, qui agit comme un magasin de données opérationnelles pour une analyse immédiate. Une fois les données analysées, elles sont intégrées dans SAP IQ via des mécanismes de stockage Near-line (comme décrit ci-dessus). Ici, SAP IQ agit comme un entrepôt de données d'entreprise qui reçoit des données provenant de diverses sources traditionnelles (telles que les bases de données OLTP et les systèmes de fichiers) et SAP HANA Operational Data Store (ODS).
Lorsque SAP IQ est utilisé comme EDW, il peut également être complété par la technique en mémoire de HANA. Les utilisations courantes incluent les rapports de planification et d'analyse lorsqu'un traitement OLTP simultané est nécessaire. Dans ce cas, les données circulent de SAP IQ vers SAP HANA. SAP BusinessObjects BI peut être utilisé pour obtenir une visibilité sur les deux plateformes.